# Sopro Bauchemie

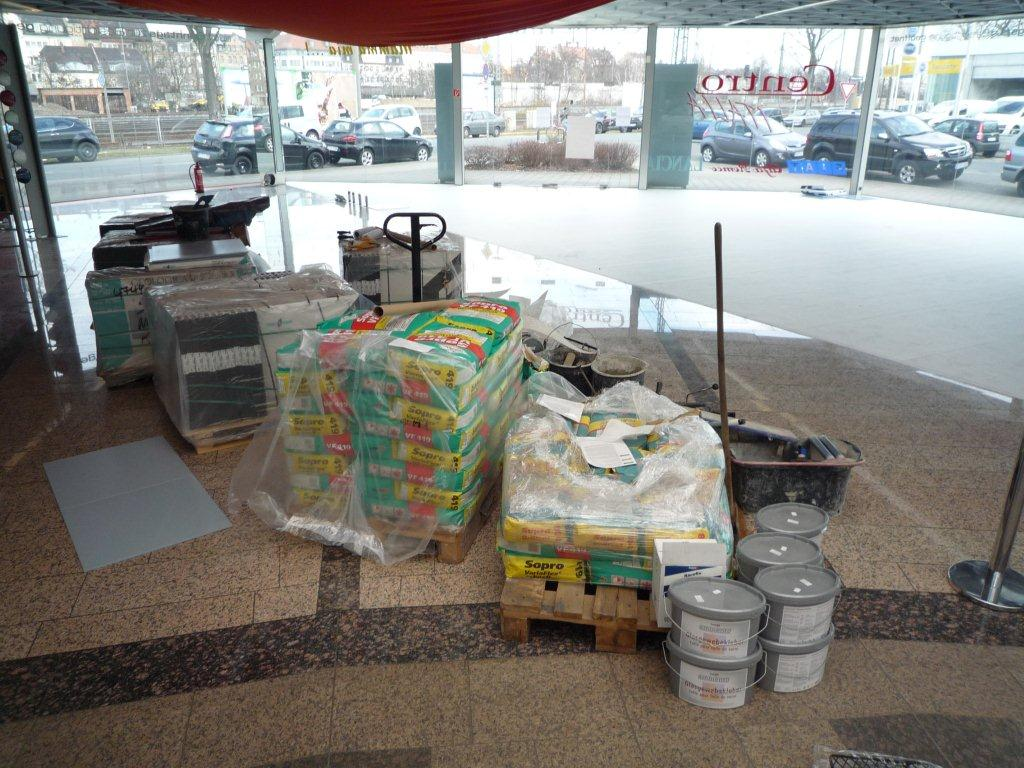
Sopro-Produkte auf einer Baustelle

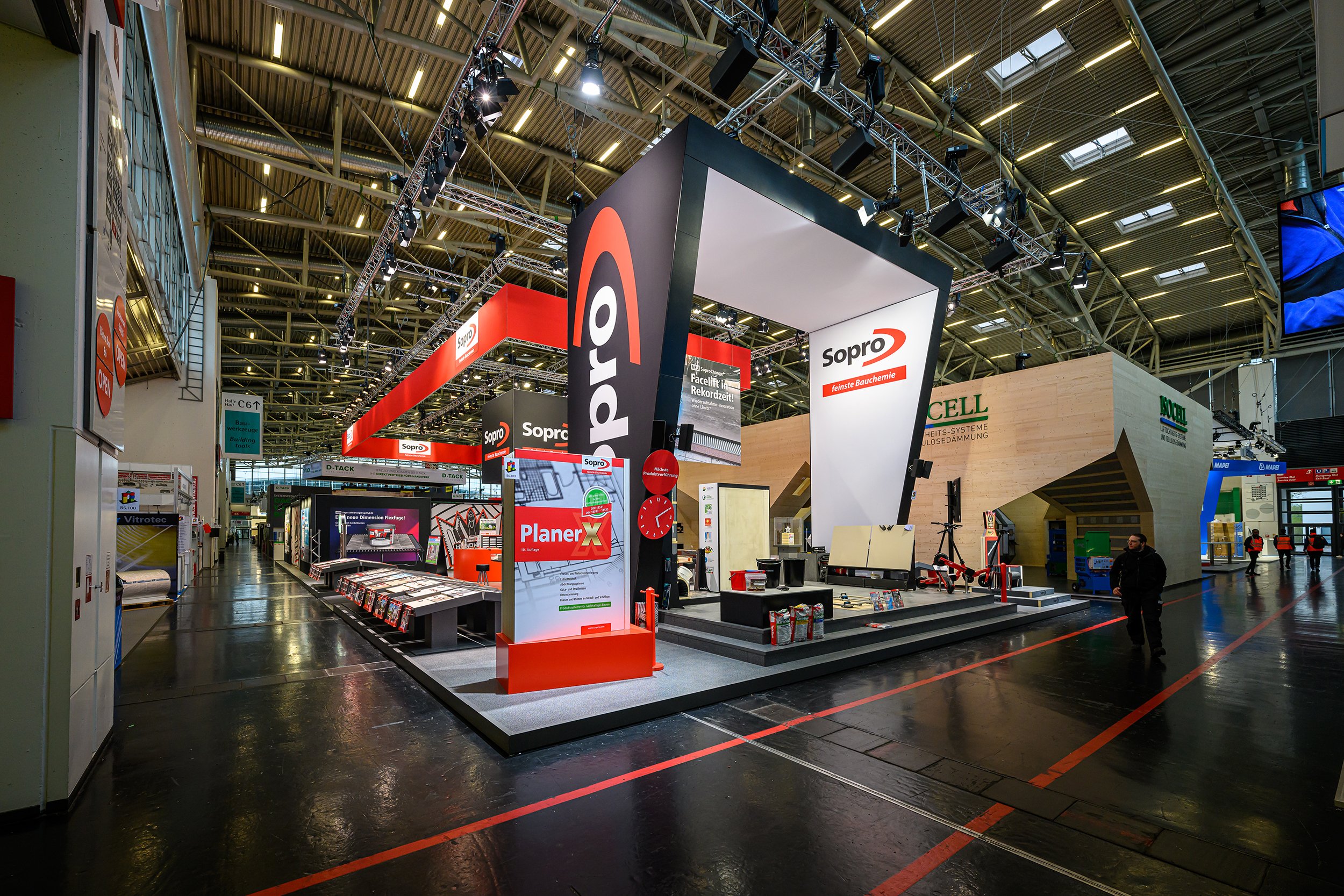
Messestand der Sopro Bauchemie auf der Bau 2023

Die Sopro Bauchemie GmbH ist ein  Hersteller bauchemischer Produkte in Europa. Kernkompetenz sind dabei die Produkte zur Fliesenverlegung. Sie ist hervorgegangen aus dem Dyckerhoff-Konzern und seit 2002 Teil der italienischen Mapei-Gruppe.

## Europäische Aktivitäten

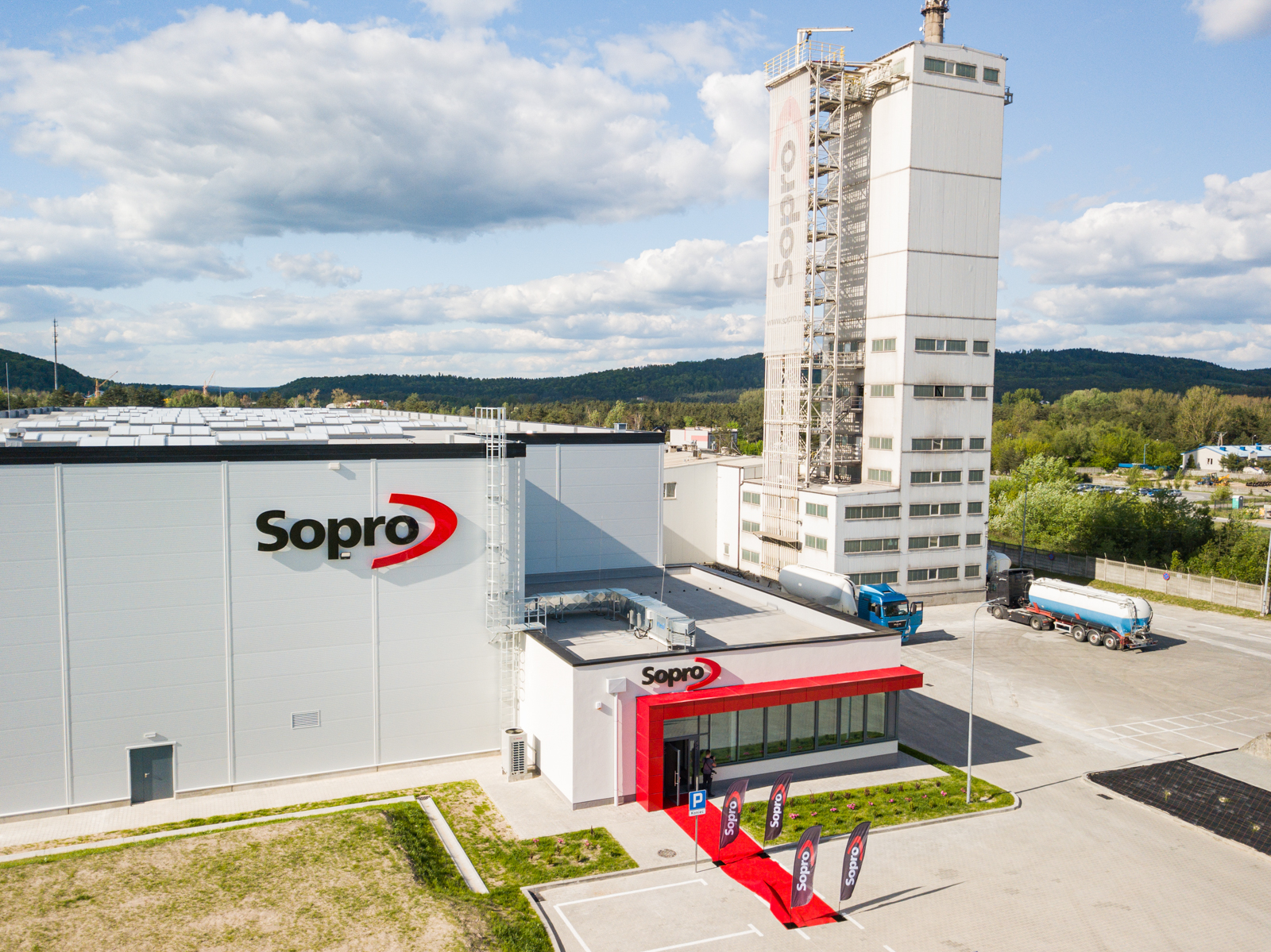
Logistikzentrum der Sopro in Polen

Das Unternehmen Tochter- und Schwestergesellschaften in verschiedenen europäischen Ländern.
- Sopro Bauchemie GmbH Austria in Asten, Österreich
- Sopro Polska Sp. z o.o. in Warschau, Polen
- Sopro Bauchemie GmbH Zweigniederlassung Schweiz in Thun, Schweiz
- Sopro Hungária Kft. in Budapest, Ungarn
- Sopro Nederland BV in Nieuwegein, Niederlande

## Geschichte

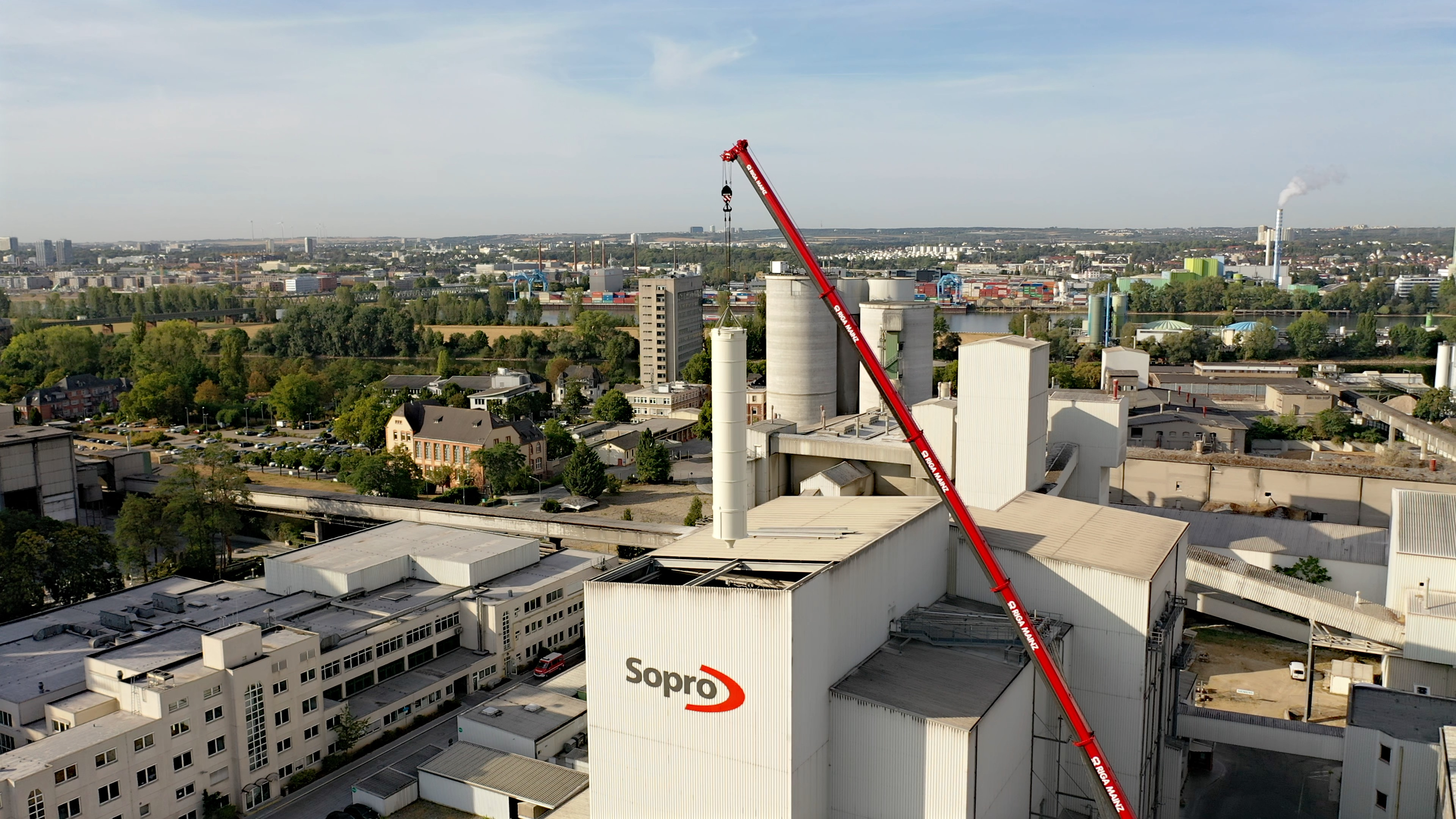
Im Rahmen der Produktionserweiterung in den Jahren 2022 bis 2023 am Standort in Mainz-Amöneburg wird ein Silo eingehoben

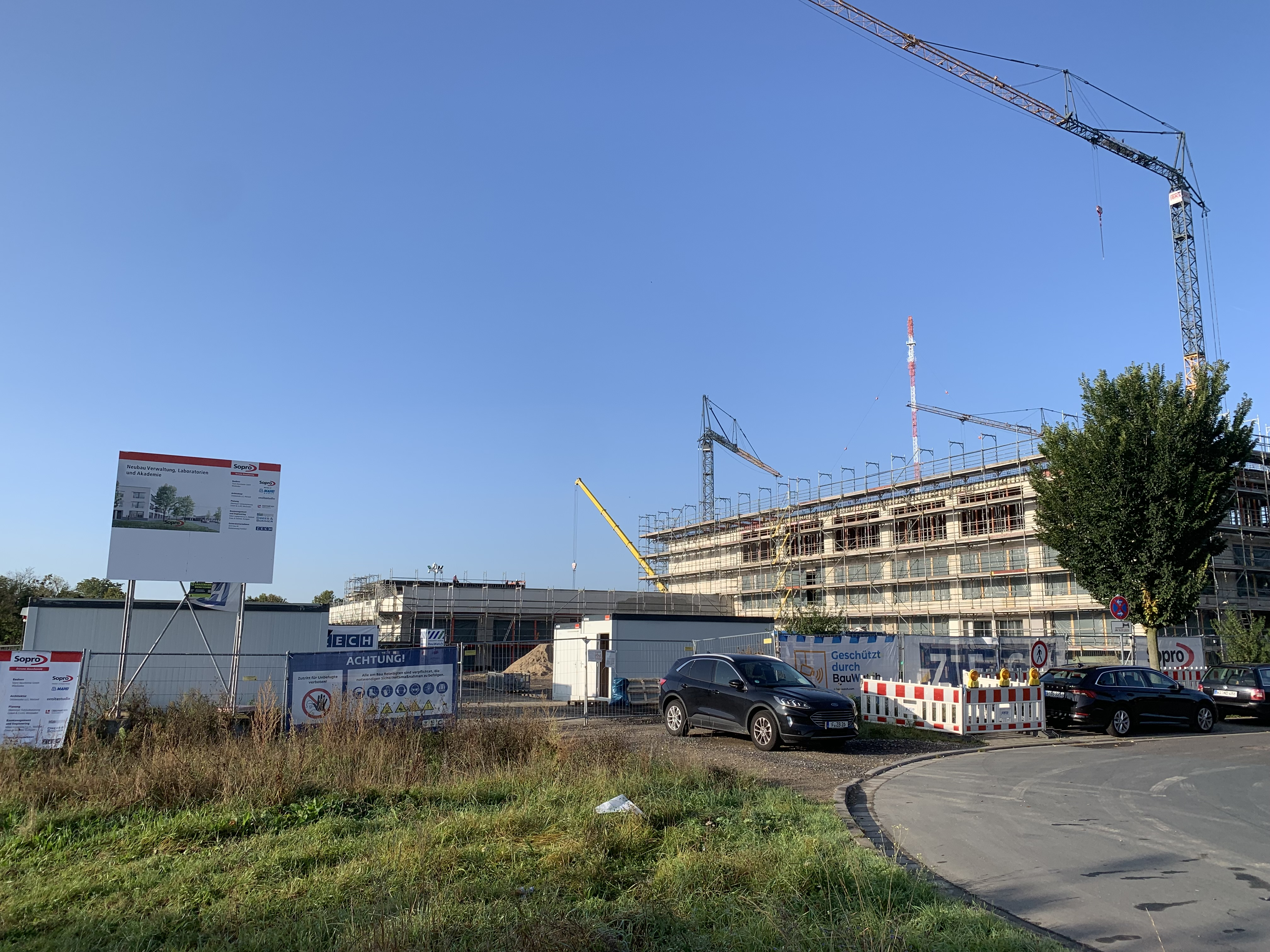
Der im Bau befindliche Neubau in Mainz-Kastel im Oktober 2023

Seinen Ursprung hat das Unternehmen im Wiesbadener Stammwerk des deutschen Zementherstellers Dyckerhoff. Hier wurden bereits vor dem Zweiten Weltkrieg in der Abteilung Sonderprodukte die ersten bauchemischen Baustoffe auf der Bindemittelbasis Zement gefertigt. Aus der Abteilung Sonderprodukte leitet sich auch der Name Sopro ab.
Die Dyckerhoff Sopro GmbH wurde 1985 gegründet. Mit diesem Schritt vereinigte die Dyckerhoff AG große Teile der Feinmörtelaktivitäten in einer Gesellschaft. 1989 folgte die Fertigstellung eines modernen Logistikzentrums mit mehreren tausend Quadratmetern Lager- und Kommissionierfläche auf dem Gelände des Dyckerhoff-Werks im Wiesbadener Stadtteil Mainz-Amöneburg. 1994 erfolgte die Gründung der Sopro Polska Sp. z o.o. Ebenso nahm man die erweiterte Produktionsanlage mit einer deutlich gesteigerten Produktionskapazität für bauchemische Spezialprodukte in Betrieb. Bis 1997 wurde dann in Polen eine eigene Fertigungsanlage eingerichtet.
1998 wurden dann endgültig alle Feinmörtelaktivitäten der Dyckerhoff-Gruppe in der Sopro als Führungsgesellschaft gebündelt. Ebenso wurde die heutige Sopro Bauchemie GmbH in Österreich erworben, inkl. der Inbetriebnahme der Produktionsstätte in Feldbach. Zudem erfolgt mit Erwerb des italienischen Unternehmens CerCol S.p.A. mit Verwaltungs- und Produktionsstandort in Sassuolo, Italien und der spanischen Tochtergesellschaft CerCol Iberia S.L. in Onda in Spanien eine weitere europäische Expansion. Dieser Linie folgend baute man ab 2001 die Vertriebsaktivitäten in der Schweiz aus, mit Gründung der Zweigniederlassung in Thun.
2002 erwarb die multinational tätige Mapei-Gruppe aus Italien die Sopro Feinmörtelaktivitäten. Seither lautet die Firmierung auf Sopro Bauchemie GmbH. Die Expansion ins europäische Ausland wurde konsequent weiter verfolgt. So folgten die Gründung der Sopro Hungária Kft. im Jahr 2003, der Sopro CZ s.r.o. 2005 und jene der Sopro Nederland BV und der OOO Sopro RUS 2006. Die Aktivitäten der OOO Sopro RUS wurden 2009 mit der russischen Mapei zusammengeführt. 2022 begann der Bau eines neuen Gebäudekomplexes (Sopro Campus) mit Laboratorien sowie Schulungs- und Verwaltungsräumen in Mainz-Kastel. Im Januar 2023 konnte eine umfangreiche Erweiterung der Produktionskapazitäten in Wiesbaden abgeschlossen werden.
Am 20. September 2024 wurde der neue Sopro Campus eröffnet. Auf diesem Campus sind nun die Bereiche Forschung und Entwicklung, Anwendungstechnik, Kundenschulung sowie die Verwaltung an einem zentralen Standort vereint.

## Gegenwart
Die Sopro Bauchemie unterhält drei Produktionsstätten. Diese liegen in Feldbach in Österreich, in der Gemeinde Nowiny in Polen und in Wiesbaden. Seit 1994 ist die Sopro Bauchemie nach DIN EN ISO 9001 zertifiziert. Im Juli 2011 wurde die Sopro Bauchemie mit dem Hoppenstedt Top Rating Siegel ausgezeichnet.
Folgende Grundsätze bestimmen das Unternehmenshandeln.
- Das ausdrückliche Bekenntnis zum Fachhandel. Sopro ist nur über den Fachhandel zu erwerben, nicht im Direktvertrieb, nicht über den Baumarkt. In den Baumärkten werden Produkte der Sopro Bauchemie GmbH unter dem Markennamen „Racofix“ vertrieben, bspw. im Bauhaus.
- Die Nachhaltigkeit des unternehmerischen Handelns. Ausdruck findet dieses unter anderem in der 2008 erlangten Ökoprofit-Auszeichnung,[8] diversen ergänzenden Zertifikaten[9] und dem Beitritt zur Initiative „100 Unternehmen für den Klimaschutz“.[10]
- Die erheblichen Investitionen in eigene Forschung und Produktneuentwicklungen.

Die angebotene Produktpalette umfasst dabei ein umfangreiches Sortiment an Baustoffen zur Verlegung von keramischen Fliesen und Platten, Naturstein und Betonwerkstein, Verbundabdichtungen, Schnellestrichsystemen, Betonersatzprodukten, Blitzzementen (Racofix), Spachtelmassen und Kellerabdichtungen sowie ein umfassendes Programm für den Garten- und Landschaftsbau.
Vierteljährlich wird der Technik-Newsletter „4 Seiten – Das 4x4 der Bauchemie“ veröffentlicht.

## Veranstaltungsreihen

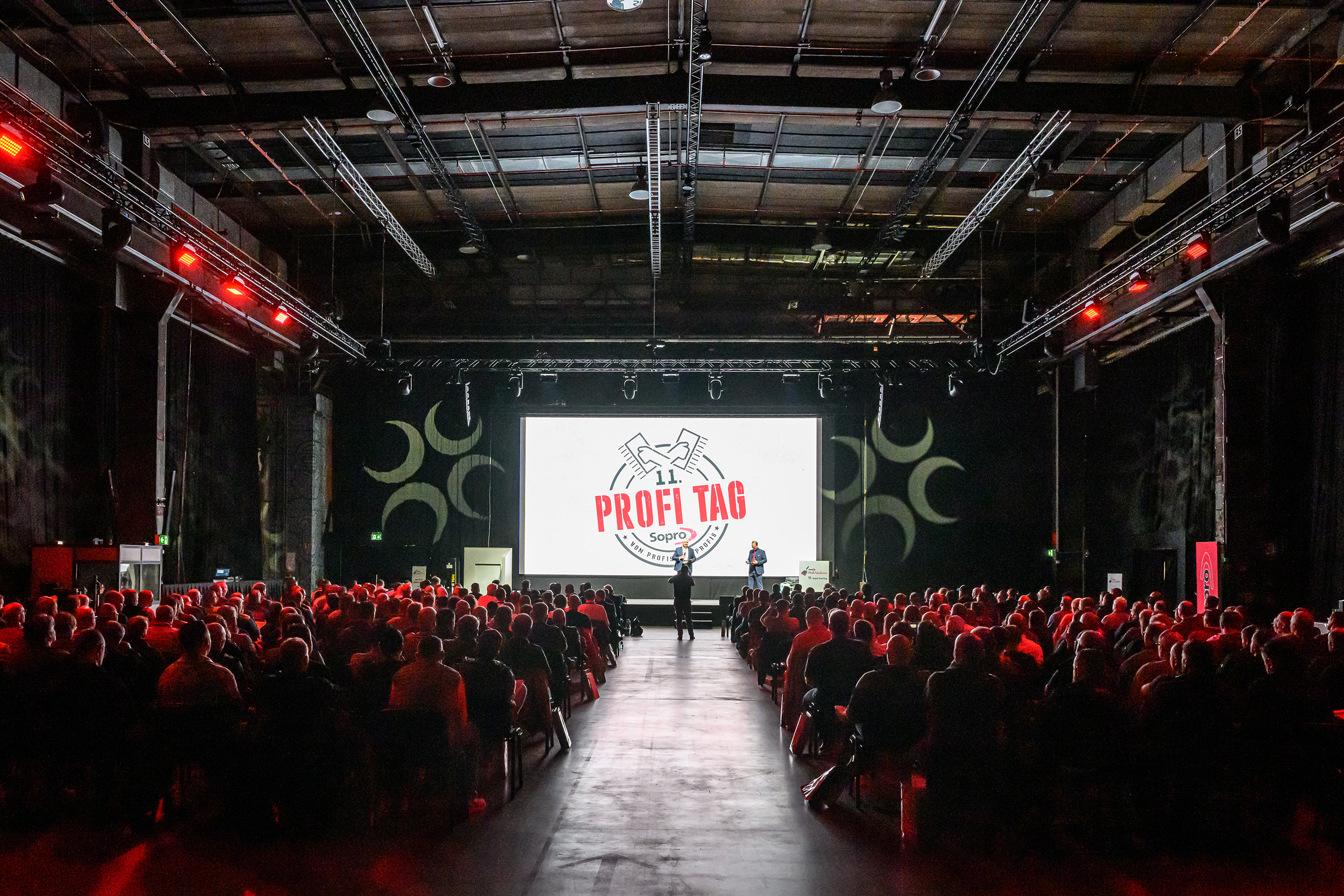
Der Sopro Profitag 2022 am Beginn des theoretischen Teils.

Unter Federführung der Sopro Bauchemie wird das regelmäßig das bundesweit bekannte Wiesbadener Planer- und Sachverständigenseminar veranstaltet. Die Themen reichen hier vom Schwimmbadbau über den Küchen- und Hotelbereich bis hin zum Galabau. Ebenfalls ist die Sopro Bauchemie der Veranstalter des „Sopro Profitags“, der größten reinen Fliesenlegerveranstaltung in Deutschland.